# Аня Чарман
Аня Чарман (нар. 22 березня 1985) — словенська плавчиня.
Учасниця Олімпійських Ігор 2004, 2008, 2012 років.
Призерка Чемпіонату Європи з водних видів спорту 2004 року.
Чемпіонка Європи з плавання на короткій воді 2001, 2007 років, призерка 2000, 2012 років.